# Bandera de Farrera
La bandera oficial de Farrera té la següent descripció:
Bandera apaïsada, de proporcions dos d'alt per tres de llarg, vermella, amb la ferradura blanca amb sis claveres vermelles de l'escut al centre, d'alçària 1/2 de la del drap i disposada a 1/10 de la vora superior; amb dos triangles rectangles de color verd fosc iguals i encarats, situats a la vora inferior del drap i amb els catets menors a la vora de l'asta i del vol, d'alçada 1/2 de la del drap, i els catets majors, de llargària 1/2 de la del drap; i amb un xebró revessat blanc amb el cim al centre de la vora inferior de gruix 1/6 de l'alçada del drap, juxtaposat als triangles.
L’Ajuntament de Farrera va encarregar al Sr. Marc A. Balanza la realització d’una proposta que recollís una nova bandera pel municipi. Va ser aprovada el 17 de juny de 2022 pel Ple de l'Ajuntament de Farrera, aprovada pel Departament de la Presidència el 12 d'abril de 2023 i publicada en el DOGC el 18 d'abril del 2023 amb el número 8897.
Es basa en l'escut heràldic municipal i n'és una adaptació, ja que s'hi manté el color dels campers i l'element principal, la ferradura, mentre que la faixa ondada passa a adoptar la forma d'un xebró revessat.